# Transatlantic Airlines
Transatlantic Airlines (auch TransAtlantic Airlines oder Trans Atlantic Airlines) war eine Fluggesellschaft in Sierra Leone mit Sitz in Freetown. Sie wurde 2003 gegründet und 2006 liquidiert. Es wurden zu keiner Zeit aktiv Flüge durchgeführt.

## Hintergrund
Transatlantic Airlines beantragte 2003 Genehmigungen für Flüge vom Freetown International Airport zum Flughafen John F. Kennedy International sowie Baltimore-Washington International Airport in den Vereinigten Staaten. Zudem wollte die Gesellschaft nach Lagos in Nigeria und Banjul in Gambia fliegen. Es sollten geleaste Airbus 330-300 zum Einsatz kommen. Die Beantragung der Genehmigungen wurde ohne Zustimmung eines der Anteilsinhaber und Geschäftsführer durchgeführt und ohne, dass die finanziellen Mittel dafür zur Verfügung gestanden hätten. Der Erstflug war für 30. Oktober 2003 geplant.